# Веттерская ратуша

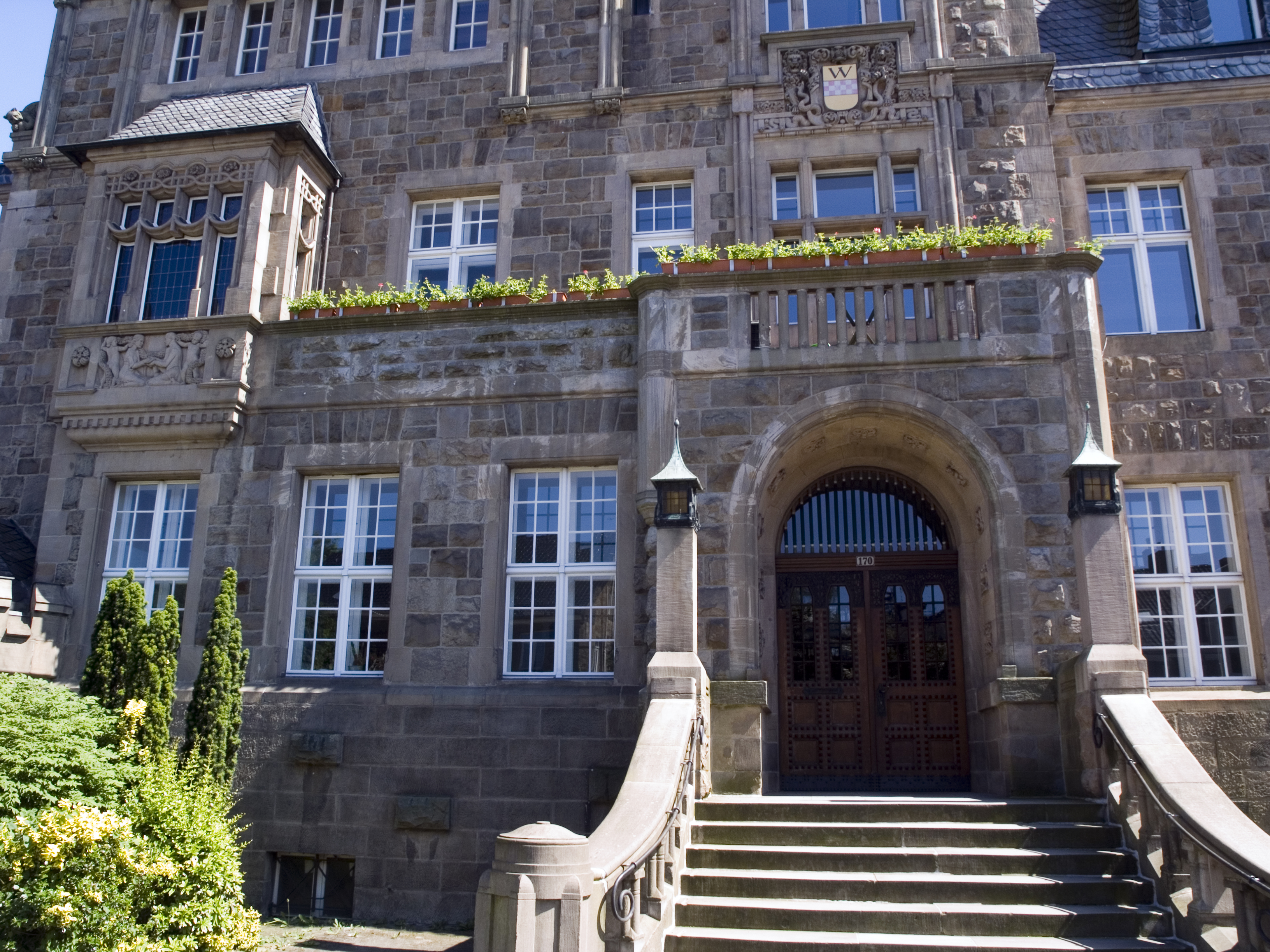
Главный фасад ратуши

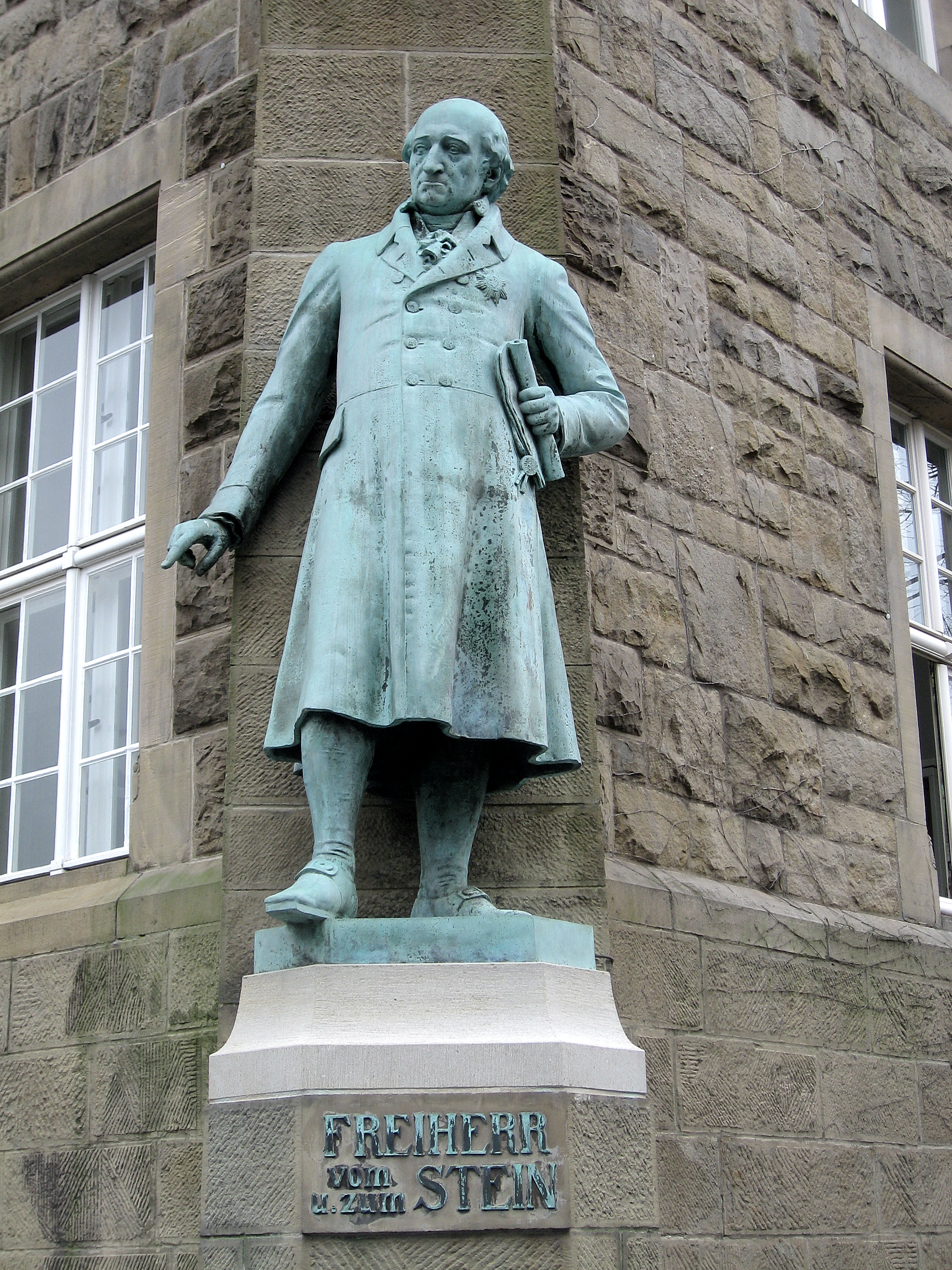
Памятник барону фом Штейну

Ратуша Веттера (нем. Rathaus Wetter) — здание городского управления города Веттер (Рур) (Германия, федеральная земля Северный Рейн — Вестфалия). Ратуша находится по адресу Kaiserstraße 170. Здание построено из рурского песчаника в стиле немецкого ренессанса. Главными отличительными чертами ратуши являются высокая вальмовая крыша и 43-метровая башня.
Здание ратуши было открыто 20 декабря 1909 года в связи с возобновлением городского права Веттера императором Вильгельмом II. Здание было построено по проекту берлинского архитектора Густава Вернера (нем. Gustav Werner) на средства немецкого промышленника и мецената Густава Форштехера (нем. Gustav Vorsteher).
В юго-западном углу здания установлена скульптура видного государственного деятеля Пруссии, инициатора отмены крепостного права барона Генриха Фридриха фом Штейна. Автор памятника — немецкий скульптор Рихард Грюттнер (de:Richard Grüttner). Высота скульптуры — 2,5 м. Памятник барону фом Штейну является тематическим пунктом регионального проекта «Путь индустриальной культуры» Рурского региона.